# ナターシャ (小惑星)
ナターシャ (1121 Natascha) は、小惑星帯（メインベルト）に位置する小惑星の一つ。ペラゲーヤ・シャインがクリミア半島のシメイズで発見した。
発見者の娘の名前から名付けられた。